# Adieu cow-boy
Adieu cow-boy (France) ou Le cowboy fait le tour de Springfield (Québec) (The Lastest Gun in the West) est le 12e épisode de la saison 13 de la série télévisée d'animation Les Simpson.

## Synopsis
Bart passe une excellente journée jusqu'à ce qu'il croise un chien complètement fou qui veut le mordre. Le chien le poursuit et pour lui échapper, Bart pénètre dans la propriété de Buck McCoy. Il aide Bart à rendre le chien docile et lui apprend les merveilles et l'univers du cinéma. Le western devient la passion de Bart : il s'habille en cow-boy, manie le lasso et décide de lancer la mode western à l'école... Il veut même que Buck soit l'invité de Krusty dans son émission.
Ce dernier l'accepte. Buck réussit son numéro lors des répétitions mais, sans doute à cause de Krusty, il est complètement bourré lors du prime. Il tire même sur le clown. Buck avoue alors qu'il est alcoolique... Bart est déçu, il déprime. Homer décide de prendre la place de Buck et de devenir l'idole de Bart, mais finalement, Homer se résout à abandonner et décide d'aller voir Buck.